# Заслуженный учитель Украины
Заслуженный учитель Украины (укр. Заслужений вчитель України) — государственная награда Украины — почётное звание, присваиваемое Президентом Украины согласно Закону Украины «О государственных наградах Украины».

## Положение о почётном звании
В соответствии с Положением о почётных званиях Украины, почётное звание «Заслуженный учитель Украины» присваивается учителям, преподавателям и другим педагогическим работникам учебных заведений системы общего среднего образования всех типов за достижение значительных успехов в обучении и воспитании учащейся и студенческой молодёжи.
Лица, представляемые к присвоению почётного звания «Заслуженный учитель Украины», должны иметь высшее или профессионально-техническое образование.
Почётное звание «Народный учитель Украины» является высшей степенью почётного звания «Заслуженный учитель Украины»; почётное звание «Народный учитель Украины» может присваиваться, как правило, не ранее через десять лет после присвоения почётного звания «Заслуженный учитель Украины».
Присвоение почётного звания производится указом Президента Украины. Почётное звание может быть присвоено гражданам Украины, иностранцам и лицам без гражданства.
Присвоение почётного звания посмертно не производится.

## Описание нагрудного знака
- Нагрудный знак к почётному званию «Заслуженный работник культуры Украины» аналогичен нагрудным знакам других почётных званий Украины категории «заслуженный».
- Нагрудный знак изготавливаются из серебра.
- Нагрудный знак имеет форму овального венка, образованного двумя ветвями лавровых листьев. Концы ветвей внизу обвиты лентой. В середине венка помещён фигурный картуш с надписью «Заслужений вчитель». Картуш венчает малый Государственный Герб Украины.
- Лицевая сторона нагрудного знака выпуклая. Все изображения и надписи рельефные.
- На оборотной стороне нагрудного знака — застёжка для прикрепления к одежде.
- Размер нагрудного знака: ширина — 35 мм, длина — 45 мм.